# Влажность

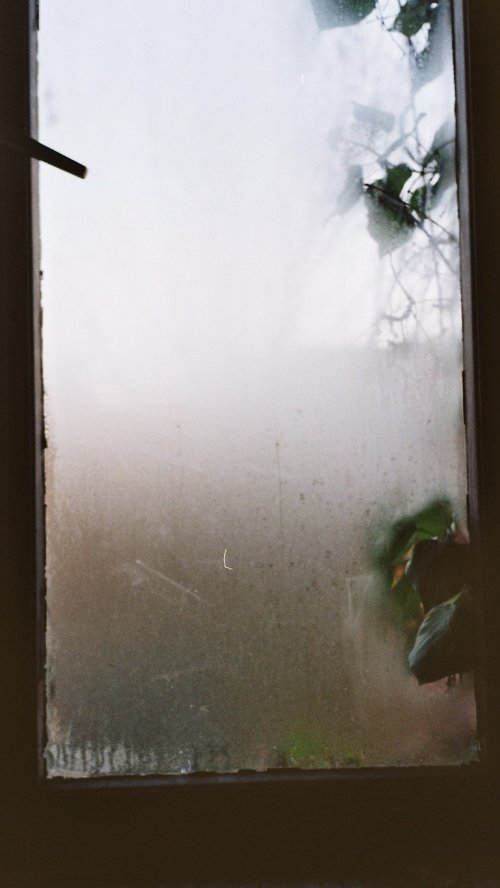

Вла́жность — показатель содержания воды в физических телах или средах. Для измерения влажности используются различные единицы, часто внесистемные.

## Общие сведения
Влажность зависит от природы вещества, а в твёрдых телах, кроме того, от степени измельчённости или пористости. Содержание химически связанной, так называемой конституционной воды, например гидроокисей, выделяющейся только при химическом разложении, а также воды кристаллогидратной не входит в понятие влажности.

## Единицы измерения и особенности определения понятия «влажность»
- Влажность обычно характеризуется количеством воды в веществе, выраженным в процентах (%) от общей массы влажного вещества (массовая влажность) или её объёма (объёмная влажность).
- Влажность можно характеризовать также влагосодержанием, или абсолютной влажностью — количеством воды, отнесённым к единице массы сухой части материала. Такое определение влажности широко используется для оценки качества древесины.
Эту величину не всегда можно точно измерить, так как в ряде случаев невозможно удалить всю неконденсированную воду и взвесить предмет до и после этой операции.
- Относительная влажность характеризует содержание влаги по сравнению с максимальным количеством влаги, которое может содержаться в веществе в состоянии термодинамического равновесия. Обычно относительную влажность измеряют в процентах от максимума.

## Методы определения

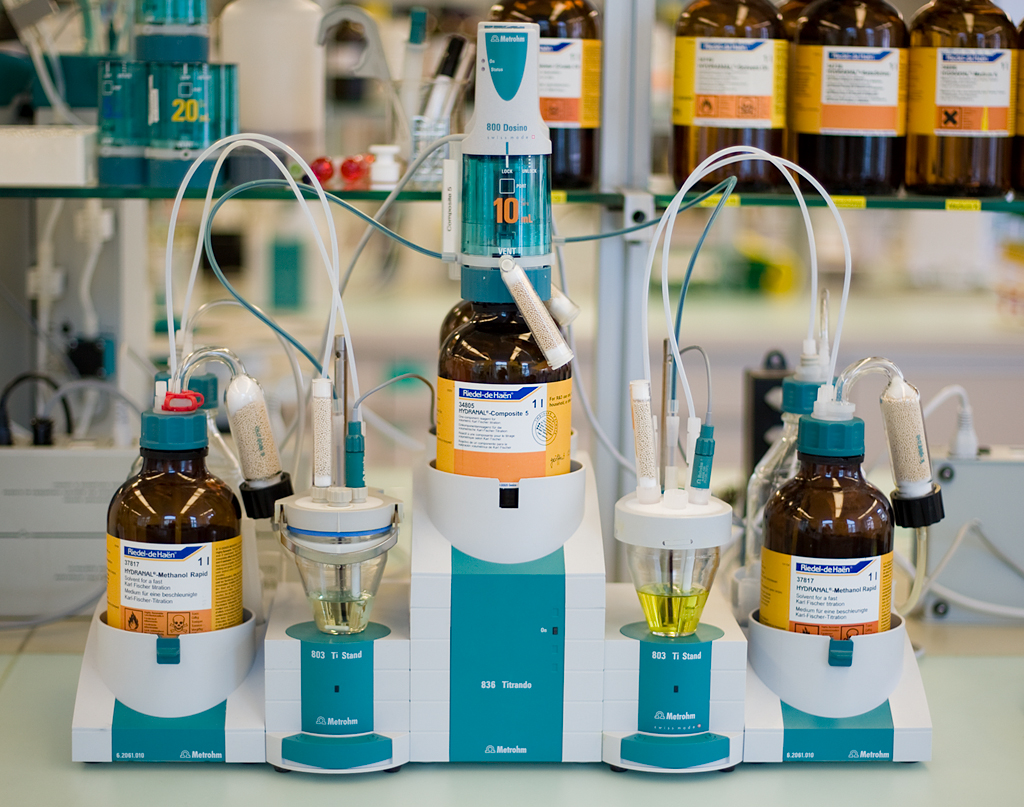
Титратор Карла Фишера

Установление степени влажности многих продуктов, материалов и т. п. имеет важное значение. Только при определённой влажности многие тела (зерно, цемент и др.) являются пригодными для той цели, для которой они предназначены. Жизнедеятельность животных и растительных организмов возможна только в определённых диапазонах температуры и относительной влажности воздуха. Влажность может вносить существенную погрешность в массу предмета. Килограмм сахара или зерна с влажностью 5 % и 10 % будет содержать разное количество сухого сахара или зерна.
Измерение влажности определяется высушиванием влаги и титрованием влаги по Карлу Фишеру. Эти способы являются первичными. Помимо них разработано множество других, которые калибруются по результатам измерений влажности первичными способами и по стандартным образцам влажности.

## Влажность воздуха

Абсолютная влажность в зависимости от температуры. Красная линия 100 % относительной влажности, Зелёная 50 %

Влажность воздуха — это величина, характеризующая содержание водяных паров в атмосфере Земли — одна из наиболее существенных характеристик погоды и климата.
Влажность воздуха в земной атмосфере колеблется в широких пределах. Так, у земной поверхности содержание водяного пара в воздухе составляет в среднем от 0,2 % по объёму в высоких широтах до 2,5 % в тропиках. Упругость пара в полярных широтах зимой меньше 1 мбар (иногда лишь сотые доли мбар) и летом ниже 5 мбар; в тропиках же она возрастает до 30 мбар, а иногда и больше. В субтропических пустынях упругость пара понижена до 5—10 мбар.
Абсолютная влажность воздуха (f) — это количество водяного пара, фактически содержащегося в 1 м³ воздуха. Определяется как отношение массы содержащегося в воздухе водяного пара к объёму влажного воздуха.
Обычно используемая единица абсолютной влажности — грамм на метр кубический, [г/м³], реже [г/кг].
Относительная влажность воздуха (φ) — это отношение его текущей абсолютной влажности к максимальной абсолютной влажности при данной температуре. Она также определяется как отношение парциального давления водяного пара в газе к равновесному давлению насыщенного пара.
| Температура t, °C                              | −30  | −20  | −10 | 0   | 10  | 20   | 30   | 40   | 50   | 60  | 70  | 80  | 90  | 100 |
| Максимальная абсолютная влажность fmax, (г/м³) | 0,29 | 0,81 | 2,1 | 4,8 | 9,4 | 17,3 | 30,4 | 51,1 | 83,0 | 130 | 198 | 293 | 423 | 598 |

Относительная влажность обычно выражается в процентах.
Относительная влажность очень высока в экваториальной зоне (среднегодовая до 85 % и более), а также в полярных широтах и зимой внутри материков средних широт. Летом высокой относительной влажностью характеризуются муссонные районы. Низкие значения относительной влажности наблюдаются в субтропических и тропических пустынях и зимой в муссонных районах (50 % и ниже).
С высотой влажность быстро убывает. На высоте 1,5-2 км упругость пара в среднем вдвое меньше, чем у земной поверхности. На тропосферу приходится 99 % водяного пара атмосферы. В среднем над каждым квадратным метром земной поверхности в воздухе содержится 28,5 кг водяного пара.

## Величины измерения влажности газа
Для обозначения содержащейся в воздухе влаги используются следующие величины:
абсолютная влажность воздухамасса водяного пара, содержащаяся в единице объёма воздуха, то есть плотность содержащегося в воздухе водяного пара, [г/м³]; в атмосфере колеблется от 0,1-1,0 г/м³ (зимой над материками) до 30 г/м³ и более (в экваториальной зоне);
максимальная влажность воздуха (граница насыщения)количество водяного пара, которое может содержаться в воздухе при определённой температуре в термодинамическом равновесии (максимальное значение влажности воздуха при заданной температуре), [г/м³ ]. При повышении температуры воздуха его максимальная влажность увеличивается;
упругость пара, давление парапарциальное давление, которое оказывает водяной пар, содержащийся в воздухе (давление водяного пара как часть атмосферного давления). Единица измерения — Па.
дефицит влажностиразность между максимально возможным и фактическим давлением водяного пара [Па] (при данных условиях: температуре и давлении воздуха), то есть между упругостью насыщения и фактической упругостью пара;
относительная влажность воздухаотношение давления пара к давлению насыщенного пара, то есть абсолютной влажности воздуха к максимальной [% относительной влажности];
точка росытемпература газа, при которой газ насыщается водяным паром °C. Относительная влажность газа при этом составляет 100 %. С дальнейшим притоком водяного пара или при охлаждении воздуха (газа) появляется конденсат. Таким образом, хотя роса и не выпадает при температуре −10 или −50 °C, выпадает изморозь, иней, лёд или снег, точка росы в −10 или −50 °C существует и соответствует 2,361 и 0,063 г воды на 1м³ воздуха или другого газа под давлением одна атмосфера;
удельная влажностьмасса водяного пара в граммах на килограмм увлажнённого воздуха [г/кг], то есть отношение масс водяного пара и увлажнённого воздуха;
температура смоченного термометратемпература, при которой газ насыщается водяным паром при постоянной энтальпии воздуха. Относительная влажность газа при этом составляет 100 %, влагосодержание увеличивается, а энтальпия равна начальной.
соотношение компонентов смеси (содержание водяного пара)масса водяного пара в граммах на килограмм сухого воздуха [г/кг], то есть соотношение масс водяного пара и сухого воздуха.

## Эффект

### Животные
Влажность является одним из фундаментальных абиотических факторов, который определяет любую среду обитания (тундра, водно-болотные угодья, пустыня и т. д.), и определяет, какие животные и растения могут процветать в данной среде.
Человеческое тело рассеивает тепло посредством потоотделения и его испарения. Тепловая конвекция в окружающий воздух и тепловое излучение являются основными способами передачи тепла от тела. В условиях повышенной влажности скорость испарения пота с кожи уменьшается. Кроме того, если атмосфера такая же теплая, как кожа, во время высокой влажности, кровь, попадающая на поверхность тела, не может рассеивать тепло за счёт теплопроводности воздуха. При таком большом количестве крови, поступающем на внешнюю поверхность тела, меньше крови идёт на активные мышцы, мозг и другие внутренние органы. Раньше наступает снижение физической силы и усталость. Также может возникнуть замедление реакции и умственных способностей, что приводит к тепловому удару или гипертермии.
Люди чувствительны к влажному воздуху, потому что человеческое тело использует испарительное охлаждение в качестве основного механизма для регулирования температуры. В условиях повышенной влажности скорость испарения пота на коже ниже, чем в засушливых условиях. Поскольку люди воспринимают скорость передачи тепла от тела, а не температуру, мы чувствуем себя теплее, когда относительная влажность высокая, а не низкая.
Некоторые люди испытывают трудности с дыханием во влажной среде. Некоторые случаи могут быть связаны с респираторными заболеваниями, такими как астма, в то время как другие могут быть результатом беспокойства. Пациенты часто реагируют на гипервентиляцию, вызывающие, среди прочего, ощущения онемения, обморока и потери концентрации.
Кондиционер снижает дискомфорт, снижая не только температуру, но и влажность. Нагрев холодного наружного воздуха может снизить относительную влажность в помещении до уровня ниже 30 %, приводя к таким болезням, как сухость кожи, потрескавшиеся губы, сухость в глазах и чрезмерная жажда.
Более высокая влажность снижает инфекционность аэрозольного вируса гриппа.

### Электроника
Обычные электронные устройства широкого применения рассчитаны на работу только при определённом диапазоне изменения влажности (например, от 5 % до 95 % относительной влажности). При высокой влажности может увеличиваться проводимость некоторых гигроскопичных изоляционных материалов, что может приведет к неисправности или ухудшению параметров. Слишком низкая влажность может придать хрупкость материалам. Особую опасность для электронных устройств, независимо от заявленного диапазона допустимой рабочей влажности представляет выпадение конденсата. Эффект выпадения конденсата наблюдается, например, в виде запотевания стёкол очков при входе человека в очках с холода в тёплое помещение.
Когда электронное устройство перемещается из холодного места (например, гараж, автомобиль, сарай) в теплое влажное место (дом, офис), выпавший конденсат может покрывать печатные платы и другие компоненты, что может нарушить работу устройства при его включении до высыхания конденсата. В высоковольтных устройствах возможно возникновение короткого замыкания приводящему к серьёзному повреждению.
Перед включением электронного оборудования, внесённого в отапливаемое помещение с холода, его требуется выдержать в течение нескольких часов в тепле.
В таких ситуациях и когда необходимо быстро включить электронное оборудование, обдув устройства и особенно его внутренней части тёплым воздухом, например, вентилятором ускоряет прогрев и высыхание конденсата.
Очень низкий уровень влажности способствует накоплению статического электричества, которое может привести к самопроизвольному отключению компьютеров и сбоев исполнения программ при возникновении искровых разрядов. Помимо сбоев электростатические разряды могут вызвать пробой подзатворного диэлектрика в твердотельных устройствах, что приводит к необратимому выходу их из строя, особенно это касается внешней подключаемой памяти (флеш-память). Поэтому в центрах обработки цифровых данных часто контролируют уровень относительной влажности воздуха.